# Parque nacional de Mae Ping
El parque nacional de Mae Ping (en tailandés, อุทยานแห่งชาติแม่ปิง) es un área protegida del norte de Tailandia. Se encuentra en las Lamphun, Tak y Chiang Mai. Fue declarado en el año 1981 como el 32.º parque nacional del país. Se extiende por una superficie de 1.003,75 kilómetros cuadrados.
Los principales lugares de interés del parque son el río Ping, la cascada de Koh Luang, y los prados de Thung Kik-Thung Nangu.